# Rhipidura euryura
El abanico ventriblanco (Rhipidura euryura) es una especie de ave paseriforme de la familia Rhipiduridae endémica de Java.

## Distribución y hábitat
Es endémica de la isla de Java, Indonesia. Su hábitat natural son los bosques tropicales montanos húmedos.